# Mário Corino de Andrade
Mário Corino da Costa Andrade (* 10. Juni 1906 in Moura; † 16. Juni 2005 in Porto) war ein portugiesischer Neurologe an der Universität Porto, der 1952 die Familiäre Amyloidose entdeckt hat.
Er arbeitete mit António Caetano de Abreu Freire Egas Moniz.

## Werke
- C. Andrade: A peculiar form of peripheral neuropathy. Familial atypical generalized amyloidosis with special involvement of the peripheral nerves. In: Brain. Band 74, 1952, S. 408–427.

Unter anderen nach ihm ist das Synonym Wohlwill-Andrade-Syndrom für die Familiäre Amyloidpolyneuropathie Typ I benannt.
| Personendaten    | Personendaten                  |
| ---------------- | ------------------------------ |
| NAME             | Andrade, Mário Corino de       |
| ALTERNATIVNAMEN  | Andrade, Mário Corino da Costa |
| KURZBESCHREIBUNG | portugiesischer Neurologe      |
| GEBURTSDATUM     | 10. Juni 1906                  |
| GEBURTSORT       | Moura                          |
| STERBEDATUM      | 16. Juni 2005                  |
| STERBEORT        | Porto                          |